# Тяньцзиньский вокзал
Тяньцзиньский вокзал (кит. упр. 天津站, пиньинь Tiānjīn Zhàn, палл. Тяньцзинь чжань) — главная железнодорожная станция в пределах Тяньцзиня, Китай. Она была построена в 1888 году, позже дважды перестраивалась: в 1987—1988 и 2007—2008 годах.
С 1 августа 2008 года станция служит в качестве конечной для скоростных поездов междугородного сообщения Пекин-Тяньцзинь, на которой поезда развивают скорости свыше 350 км/ч.

## История

### Периоддинастии Цин

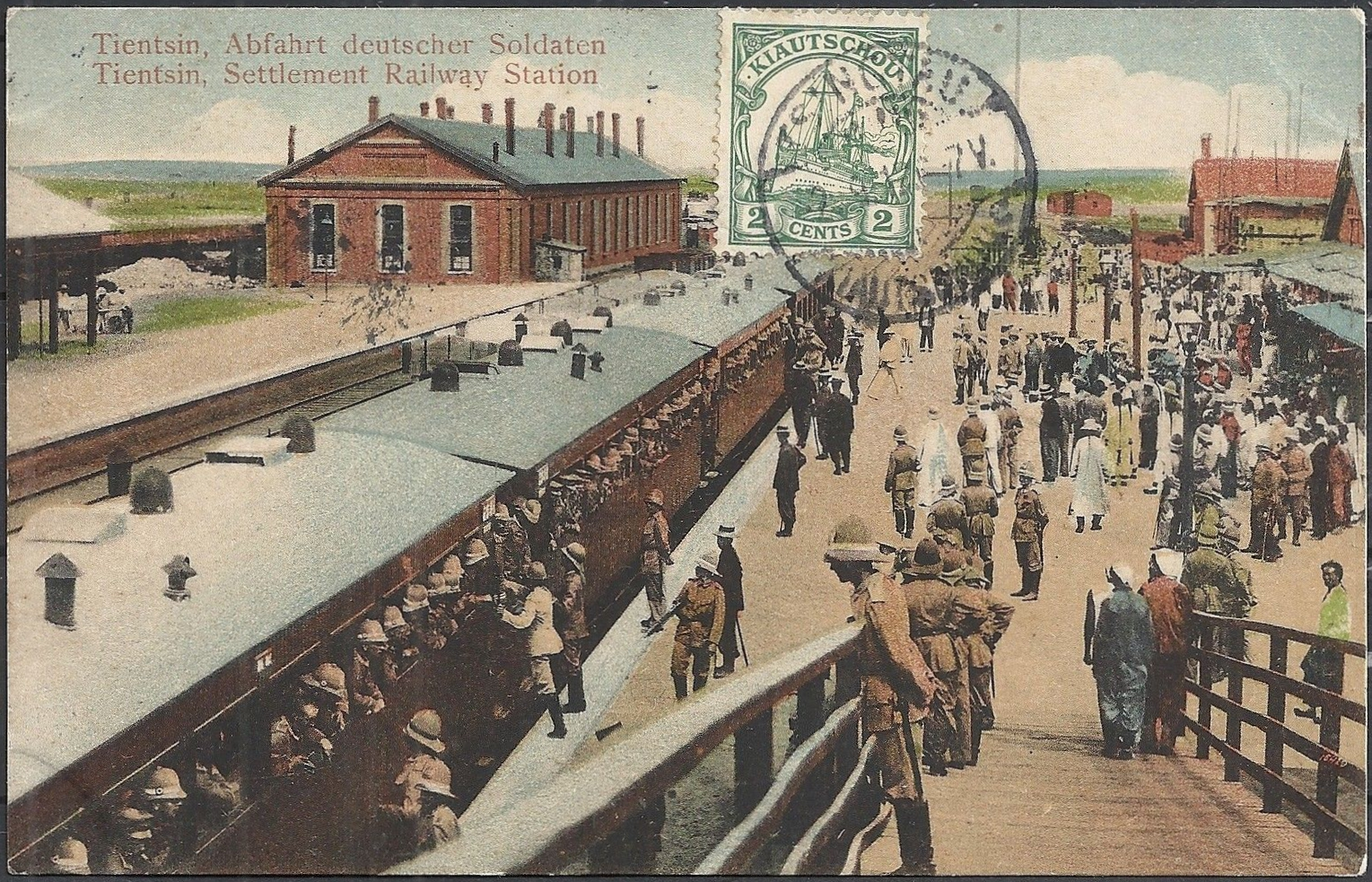
Почтовая открытка времен Ихэтуаньского восстания с изображением германская войск, съезжавшихся на станции «Голова старого дракона» (老 龙头 车站) (прежнее название станции Нанкин)

В 1888 году императорская железная дорога Северного Китая была продлена до Тяньцзиня и впоследствии была переименована в Цзиньтанскую железную дорогу (津 唐 铁路). Строительство железной дороги началось в 1886 году и велось рядом с рекой Хайхэ. В мае 1891 года было построено большее трехэтажное здание станции, расположенная в 500 метрах к западу от крайних гражданских построек.

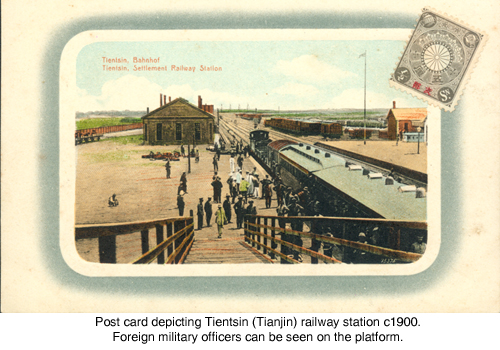
Станция Тяньцзинь, открытка 1900 года

Вокзал «Старый дракон» был разрушен во время Ихэтуаньского восстания. Территория железнодорожного вокзала стала оккупированной зоной Императорской русской армии.

### Период республиканского Китая

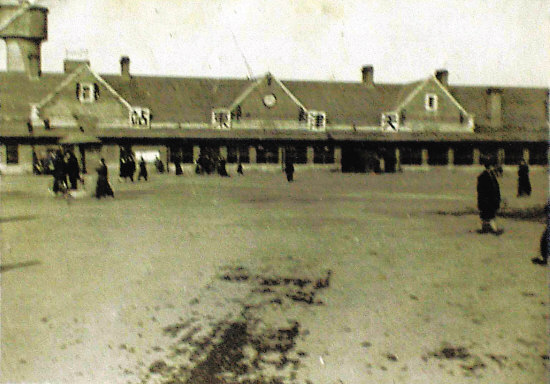
Главное здание станции, зал ожидания и привокзальная площадь восточного вокзала в январе 1948

После постройки новых зданий, в 1911 году старое здание вокзала было переименовано в Восточный тяньцзиньский вокзал. 10 октября 1930 года, Восточный тяньцзиньский вокзал был включен в число международных железнодорожных станций. В период с 1916 по 1946 год Восточный тяньцзиньский вокзал был оценен МПС Китайской Республики как станция первого класса, а с 1947 года главная станция была модернизирована.

### ПериодКНР
После создания Китайской Народной Республики, в 1949 году Восточный тяньцзиньский вокзал стал просто Тяньцзиньским вокзалом и с тех пор МПС классифицирует его как станция высшего класса. В 1950 году залы ожидания станции Тяньцзинь были расширены на более чем тысячу квадратных метров, и ещё более тридцати лет с тех пор дальнейшего масштабного расширения не проводилось.
После проведения китайских экономических реформ, бремя перевозок на станции Тяньцзинь возросло в связи с резким увеличением пассажирских перевозок, а среднее ежедневное число пассажиров составляло 65 тысяч человек. И поэтому было решено расширить станцию.
 С 15 апреля 1987 года, велась кропотливая работа по ремонту станции. Новая кровля была построена на месте старого здания станции. Также была возведена шестидесяти шести метровая Часовая башня, выходящая на Хайхэ. Все строительные работы были завершены 25 сентября 1988 года. Накануне 1 октября того же года, праздновалось столетие со дня создания станции Тяньцзинь, министр железных дорог, Ли Маосен (李茂森) официально открыл новое здание станции Тяньцзинь.

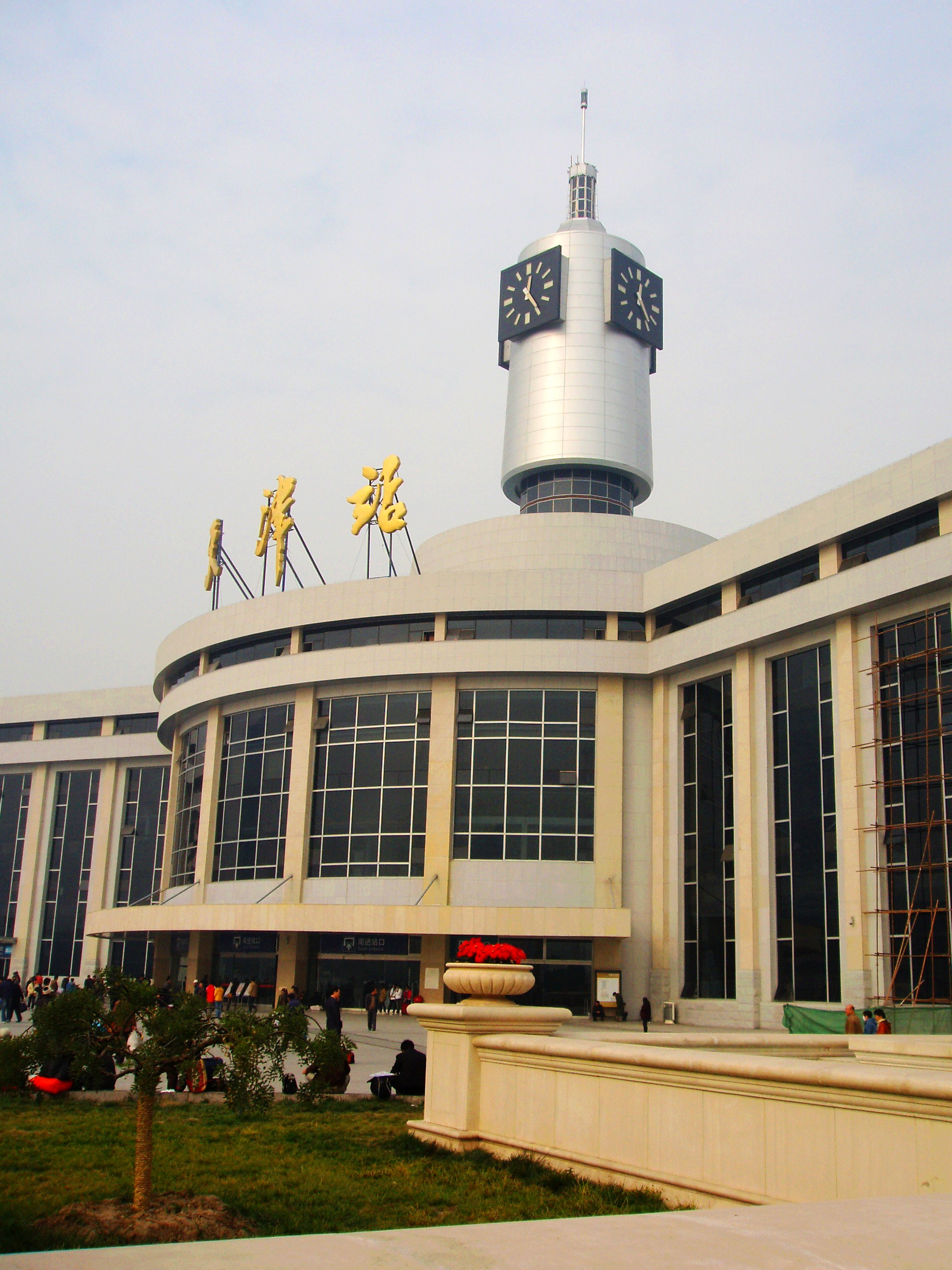
Станция Тяньцзинь после реконструкции в 2008 году

При подготовке к Олимпийским играм в Пекине была проведена крупная реставрация вокзала. Была построена междугородная железная дорога Пекин—Тяньцзинь и Тяньцзиньское метро (天津地下直径线). Начиная с 15 января, Тяньцзиньский вокзал был впервые закрыт с момента последней реконструкции в 1988 году. Все пассажирские операции были временно остановлены, а всеми перевозками занимались автобусы.

## Галерея

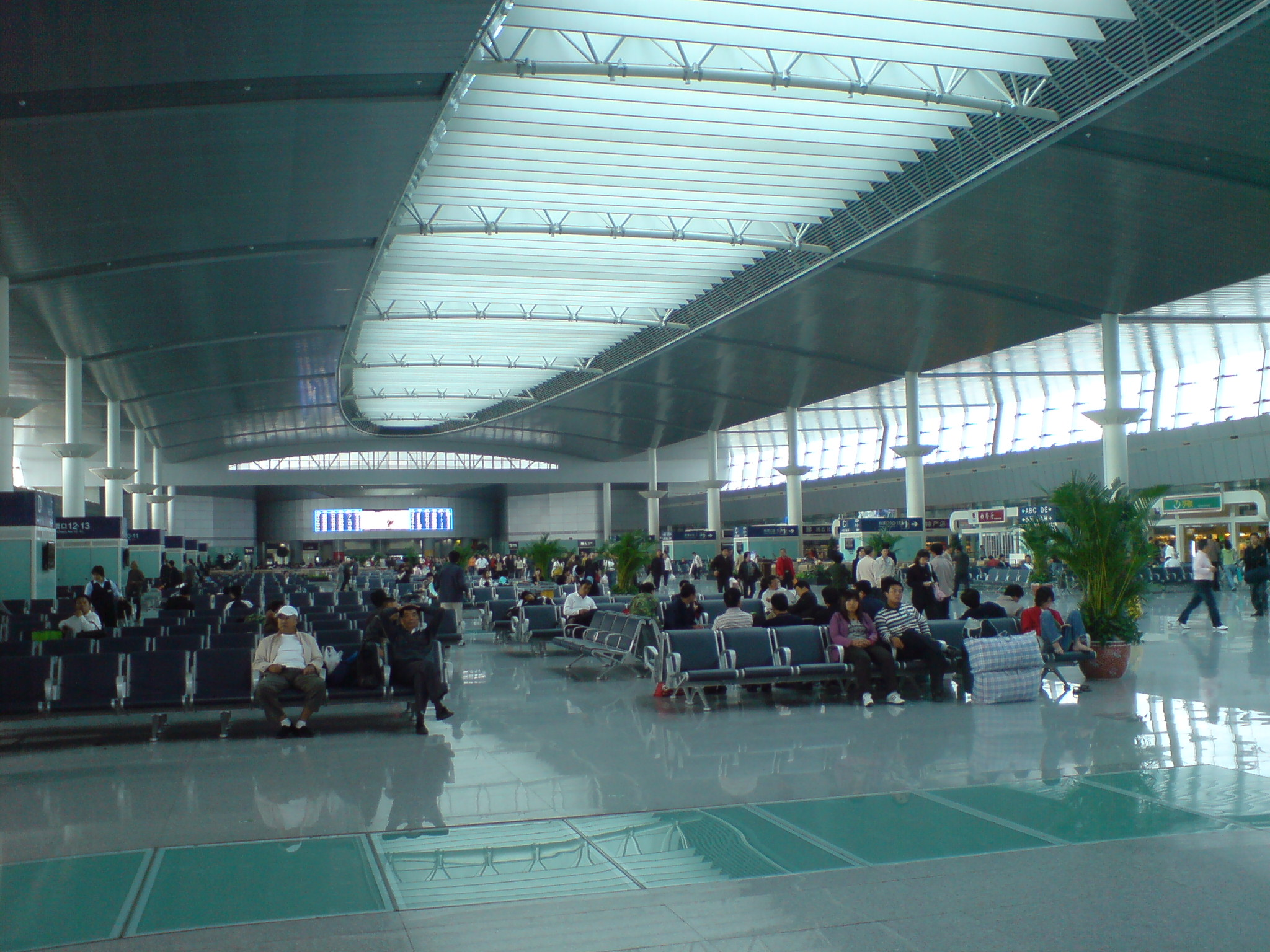
Зал ожидания
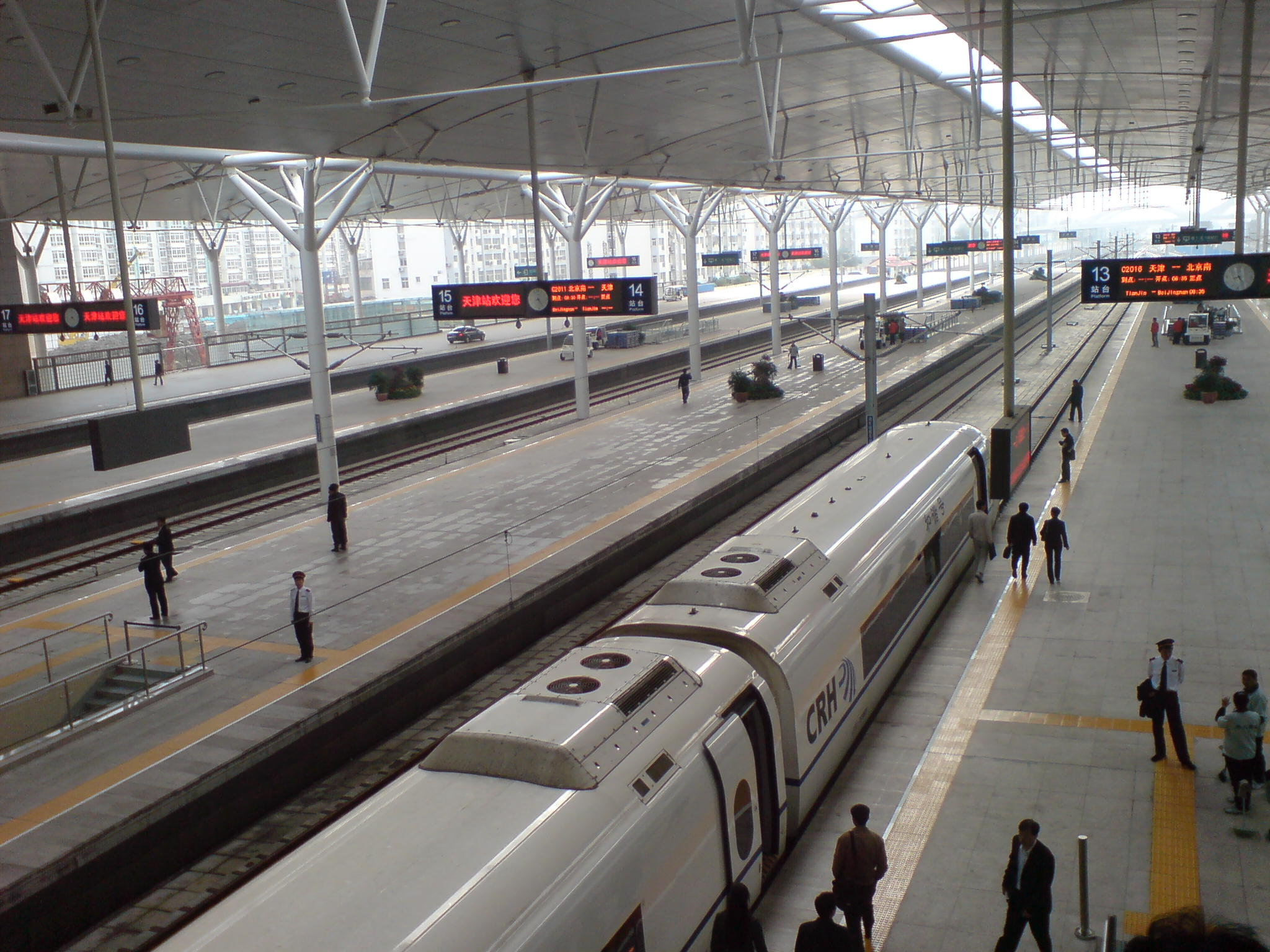
Платформа
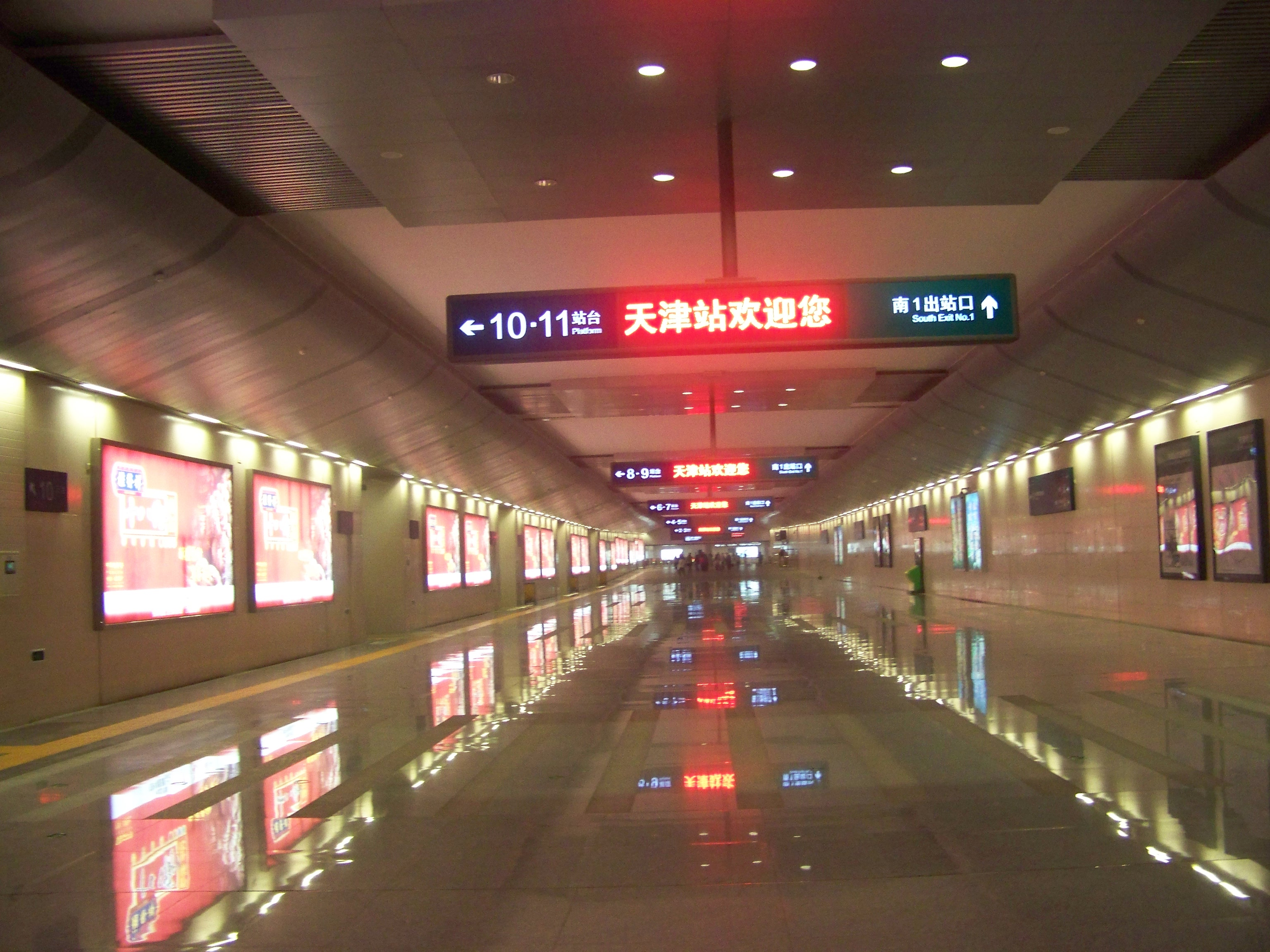
Выход с подземных платформ
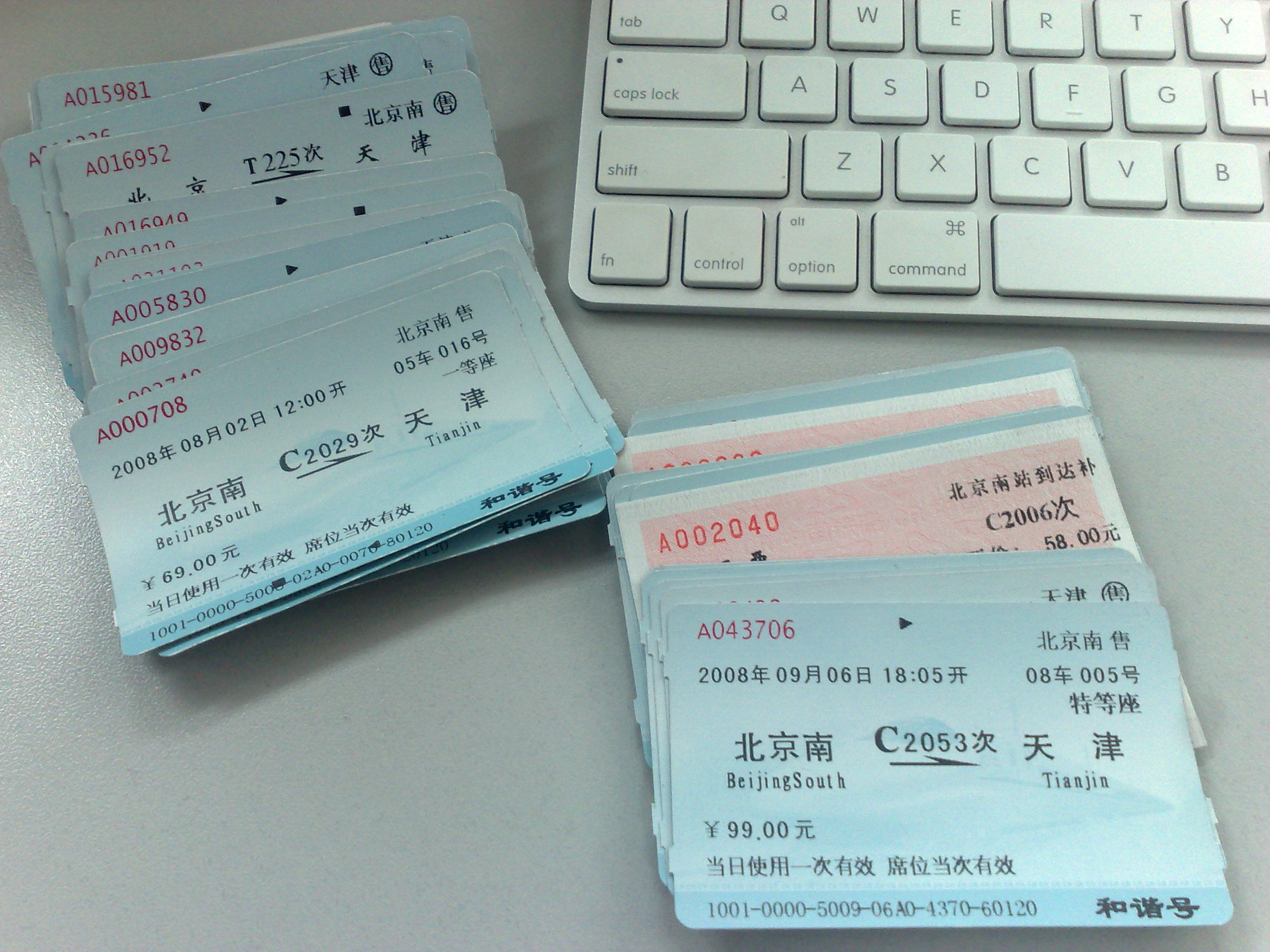
Билеты на поезда сообщения с Пекином